# In den Moriaan

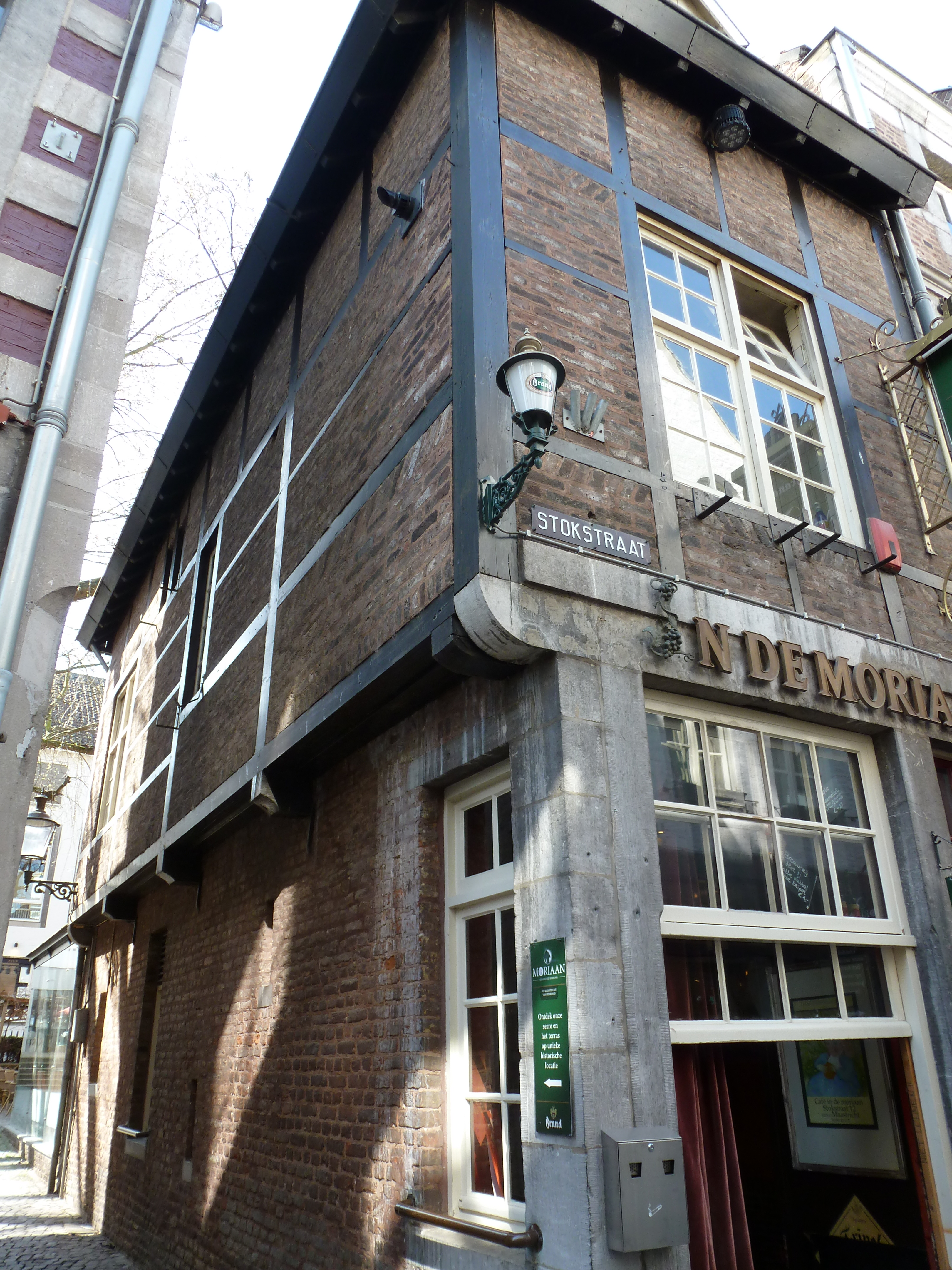
In den Moriaan

In den Moriaan is een monumentaal pand aan de Stokstraat 12 in de binnenstad van de Nederlandse stad Maastricht. Het huis is sinds 1966 een rijksmonument.
Stokstraat 12 is waarschijnlijk een van de oudste huizen van Maastricht. De zijgevel is een overkragende vakwerkgevel uit omstreeks 1540. De voorgevel, deels van Naamse steen, is een reconstructie uit de jaren 1960, toen het Stokstraatkwartier ingrijpend gerenoveerd werd.
Het steegje aan de zijkant van het huis heet de Morenstraat, hoogstwaarschijnlijk genoemd naar het pand.
In het huis is sinds 1905 een café met dezelfde naam gevestigd. Het noemt zichzelf met een oppervlakte van 23 vierkante meter "het kleinste café van Nederland". Het meer dan 100 jaar oude café heeft een roemruchte geschiedenis, vooral ten tijde van uitbaatster 'Lang Lies'. Na haar mocht het café een tijdlang geen vrouwelijke uitbaatster meer hebben.